# Farres
Farres (in greco Φαρρές?) è un ex comune della Grecia nella periferia della Grecia Occidentale (unità periferica dell'Acaia) con 6300 abitanti secondo i dati del censimento 2001.
È stato soppresso a seguito della riforma amministrativa, detta Programma Callicrate, in vigore dal gennaio 2011 ed è ora compreso nel comune di Erymanthos.

## Località
Farres è suddiviso nelle seguenti comunità (i nomi dei villaggi tra parentesi):
- Chalandritsa (Chalandritsa, Kydonies, Mastoraiika-Stamaiika)
- Chrysopigi (Chrysopigi, Ano Chrysopigi)
- Elliniko (Elliniko, Agia Eleousa, Koumaris, Neochori, Chrysavgi)
- Fares (Fares, Prevedos)
- Isoma
- Kalanistra (Kalanistra, Rodia)
- Kalanos
- Kalousi
- Katarraktis
- Kritharakia (Kritharakia, Asteri, Toskes)
- Lakkomata (Lakkomata, Tsapournia)
- Mirali
- Neo Kompigadi (Neo Kompigadi, Michas, Platanos)
- Platanovrysi (Platanovrysi, Agia Paraskevi, Kato Platanovrysi, Koimisis)
- Starochori (Ano Starochori, Dafnoula, Kato Starochori, Trousas)
- Vasiliko (Vasiliko, Agrilia, Kydonies, Sterna, Stefani)